# Acràsids
Els acràsids (Acrasidae) són una família de fongs llefiscosos que pertany al grup protist Percolozoa. El nom prové del grec Akrasia, que significa "que actua contra el judici d'algú".
El terme Acrasiomycota s'havia usat quan el grup es considerava com un fong ("-mycota").

## Reproducció
Quan manca un recurs com l'aigua i l'aliment, l'ameba pot alliberar feromones com l'acrasina per agregar cèl·lules d'amebes que acaben formant estructures unicel·lulars.